# Communauté de communes Maurienne-Galibier
La communauté de communes Maurienne-Galibier, est une communauté de communes française, située dans le département de la Savoie en région Auvergne-Rhône-Alpes.

## Historique
Elle est créée par arrêté préfectoral du 14 décembre 2001. Elle succède au district du canton de Saint-Michel-de-Maurienne qui avait été créée par arrêté préfectoral du 27 décembre 1990.

## Territoire communautaire

### Géographie
La communauté de communes Maurienne Galibier se situe au sud du département de la Savoie à la limite administrative avec le département des Hautes-Alpes, accessible notamment par les célèbres cols du Galibier et du Télégraphe. Elle se trouve également entre le Parc national de la Vanoise au nord et le Parc national des Écrins au sud. Son altitude varie entre 655 mètres à Saint-Martin-de-la-Porte et 3 504 mètres sur la commune de Valloire.

### Composition
La communauté de communes est composée des 6 communes suivantes :

| Nom                               | Code Insee | Gentilé         | Superficie (km2) | Population (dernière pop. légale) | Densité (hab./km2) |
| --------------------------------- | ---------- | --------------- | ---------------- | --------------------------------- | ------------------ |
| Saint-Michel-de-Maurienne (siège) | 73261      | Saint-Michelins | 36,31            | 2 432 (2022)                      | 67                 |
| Orelle                            | 73194      | Orellins        | 69,25            | 321 (2022)                        | 4,6                |
| Saint-Martin-d'Arc                | 73256      | Saint-Martenots | 4,93             | 302 (2022)                        | 61                 |
| Saint-Martin-de-la-Porte          | 73258      | Saint-Martenins | 19,25            | 692 (2022)                        | 36                 |
| Valloire                          | 73306      | Valloirins      | 137,48           | 1 074 (2022)                      | 7,8                |
| Valmeinier                        | 73307      | Valmineux       | 54,26            | 578 (2022)                        | 11                 |

### Démographie

#### Évolution démographique
| 1968  | 1975  | 1982  | 1990  | 1999  | 2009  | 2014  | 2020  |
| ----- | ----- | ----- | ----- | ----- | ----- | ----- | ----- |
| 7 235 | 6 452 | 5 972 | 5 516 | 5 670 | 5 913 | 5 516 | 5 420 |

#### Pyramide des âges
| Hommes | Classe d’âge | Femmes |
| ------ | ------------ | ------ |
| 0,6    | 90 ans ou +  | 2,4    |
| 9,1    | 75 à 89 ans  | 13,1   |
| 18,4   | 60 à 74 ans  | 18,6   |
| 21,6   | 45 à 59 ans  | 21,5   |
| 17,0   | 30 à 44 ans  | 17,3   |
| 17,6   | 15 à 29 ans  | 12,3   |
| 15,7   | 0 à 14 ans   | 14,8   |

| Hommes | Classe d’âge | Femmes |
| ------ | ------------ | ------ |
| 0,7    | 90 ans ou +  | 1,9    |
| 7,1    | 75 à 89 ans  | 9,8    |
| 16,9   | 60 à 74 ans  | 17,8   |
| 21,2   | 45 à 59 ans  | 20,5   |
| 18,9   | 30 à 44 ans  | 18,4   |
| 17,1   | 15 à 29 ans  | 15,2   |
| 18     | 0 à 14 ans   | 16,4   |

La population de la communauté de communes est plus âgée que celle du département. En 2020, le taux de personnes d'un âge inférieur à 30 ans s'élève à 30,3 %, soit au-dessous de la moyenne  départementale (33,4 %) ou nationale (35,3 %). À l'inverse, le taux de personnes d'un âge supérieur à 60 ans (31 %)  est supérieur au taux départemental (27,2 %) et au taux national (26,4 %).

## Administration

### Siège
Le siège de la communauté de communes est situé à Saint-Michel-de-Maurienne.

### Les élus
Le conseil communautaire de la communauté de communes se compose de 24 conseillers, représentant chacune des communes membres et élus pour une durée de six ans.
Ils sont répartis comme suit :
| Nombre de conseillers | Communes                                 |
| --------------------- | ---------------------------------------- |
| 11                    | Saint-Michel-de-Maurienne                |
| 4                     | Valloire                                 |
| 3                     | Saint-Martin-de-la-Porte                 |
| 2                     | Orelle, Saint-Martin-d'Arc et Valmeinier |

### Présidence
| Période                                  | Période  | Identité          | Étiquette | Qualité                                       |
| ---------------------------------------- | -------- | ----------------- | --------- | --------------------------------------------- |
| 2002                                     | 2014     | Adrien Savoye     | SE        | Adjoint au maire de Valloire                  |
| 2014                                     | 2020     | Jean-Marc Bernard | DVG       | Adjoint au maire de Saint-Michel-de-Maurienne |
| 2020                                     | En cours | Gaëtan Mancuso    | DVD       | Maire de Saint-Michel-de-Maurienne            |
| Les données manquantes sont à compléter. |          |                   |           |                                               |

#### Bureau communautaire
Le conseil communautaire élit un président et des vice-présidents. Ces derniers, avec d'autres membres du conseil communautaire, constituent le bureau. Le conseil communautaire délègue une partie de ses compétences au bureau et au président. 

### Régime fiscal et budget
Le régime fiscal de la communauté de communes est la fiscalité  additionnelle avec fiscalité professionnelle de zone et sans fiscalité professionnelle sur les éoliennes..

### Identité visuelle
| Logotype de la Communauté Maurienne-Galibier. | La communauté de communes Maurienne-Galibier s’est dotée d’un logotype. Celui ci-contre est obsolète depuis 2020, remplacé par le logo présent dans l'infoboîte. |